# Josef Tadeáš Lumbe
Josef Tadeáš Lumbe šlechtic z Malonic, též Josef Thaddäus Lumbe (26. února 1801 Praha – 1. června 1879 Malonice), byl český politik a vysokoškolský pedagog, profesor přírodních věd, přednášející na Českém stavovském polytechnickém ústavu a poslanec Českého zemského sněmu a Říšské rady.

## Biografie
Narodil se jako nejstarší ze synů profesora filozofie Akademického gymnázia v Praze Josefa Daniela Lumbeho z prvního manželství. Po filozofických studiích na Karlo-Ferdinandově univerzitě v Praze v letech 1819–1822, kde získal titul doktora filozofie, se roku 1824 stal adjunktem fysicko-matematické stolice na Karlo-Ferdinandově univerzitě. Zde setrval do roku 1827. V letech 1826–1834 byl vychovatelem u svobodného pána Lexy z Aehrenthalu. Zde se v souvislosti s návštěvami statku Doksany, patřícího jeho zaměstnavateli, začal zabývat problematikou zemědělského hospodaření. Od roku 1829 vyučoval zemědělské hospodářství na Českém stavovském polytechnickém ústavu (nynější ČVUT). Roku 1832 byl jmenován profesorem hospodářství na Karlo-Ferdinandově univerzitě a roku 1837 i profesorem na Českém stavovském polytechnickém ústavu. Zároveň byl v letech 1848–1864 i ředitelem této školy. Jeho předchůdcem v oboru zemědělském byl Emanuel Petr Michna, nástupcem pak Jan Baptista Lambl. Po mnoho let byl také prezidentem Vlastenecké hospodářské společnosti. V letech 1835–1853 rovněž působil ve funkci jednatele Pomologického spolku.
25. dubna 1867 byl za zásluhy a rozvoj průmyslu a zemědělství v Čechách povýšen do šlechtického stavu s přídomkem „z Malonic“ (von Mallonitz).
Angažoval se i v politickém životě. Od roku 1861 zasedal jako poslanec Českého zemského sněmu, který ho roku 1867 zvolil poslancem Říšské rady (celostátní zákonodárný sbor, tehdy ještě nevolen přímo, ale tvořen delegáty jednotlivých zemských sněmů), kde reprezentoval velkostatkářskou kurii. Opětovně byl do Říšské rady zvolen v roce 1870 (slib složil 7. března 1871). Na zemském sněmu se profiloval jako odborník na problematiku zemědělského školství a zasloužil se o legislativu v oblasti vodního hospodářství.

## Rodina a sídla
S manželkou Žofií (Sofií), rozenou Förstelovou (*1815) měl šest dětí, tři syny a dcery. 
- Rodina bydlela v Praze, postupně na Novém Městě v domech čp. 803/II, čp. 863/I a posléze do roku 1869 na Starém Městě ve služebním bytě polytechniky ve Svatováclavském semináři čp. 240/I v Husově ulici 5.
- Zámeček v Malonicích na Klatovsku vlastnil od roku 1846. V majetku dědiců zámeček zůstal až do roku 1945, do 1. světové války zde také provozovali pivovar. Poslední majitelkou byla Marie Lumbe z Malonic.
- Víkendový dům Josefa Lumbeho na Hradčanech s částí Lumbeho zahrady sousedil s vilou a pozemky jeho bratra, MUDr. Karla Wilhelma Lumbeho.